# Porto di Cala Galera
Il porto di Cala Galera è stato uno dei primi porti privati costruiti in Italia.
Si trova nell'omonima insenatura orientale di Monte Argentario, a circa 3 km a nord-est di Porto Ercole.

## Caratteristiche

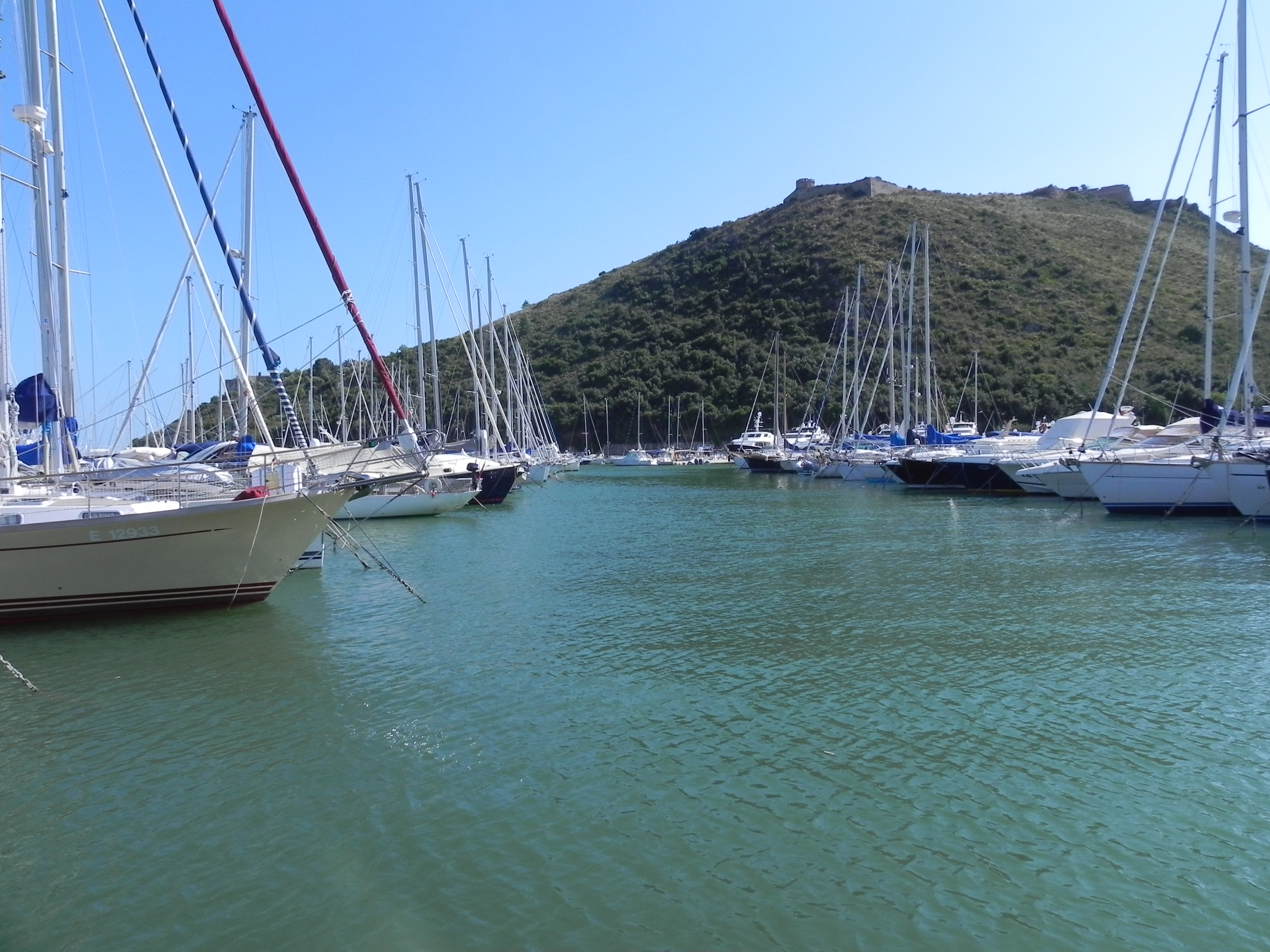
Darsena interna del porto

Il porto, denominato "marina di Cala Galera", è situato sul Mar Tirreno fu costruito nel corso degli anni settanta, nel periodo in cui Susanna Agnelli era sindaco di Monte Argentario, ed è progressivamente divenuto uno dei più grandi e attrezzati approdi turistici dell'intero litorale toscano.
Si contano quasi 670 posti barca totali, di cui 60 riservati ai natanti in transito di lunghezza fino ai 50 metri; i fondali sono compresi, sia in banchina che nell'intero bacino, tra i 3,5 e i 6,5 metri. Tra gli operatori vi sono anche alcune agenzie di charter e broker.
Vastissima è la gamma dei servizi disponibili, tra i quali sono da segnalare i distributori di carburante, lo scalo d'alaggio, le gru mobili, il travel lift e le officine per assistenza su tutte le imbarcazioni, comprese le riparazioni di vele e motori. Presso il porto vi è anche il servizio meteo, il punto di rifornimento alimentare e l'allacciamento per acqua, energia elettrica e telefono.
Il porto si fregia ormai da diversi anni della Bandiera Blu, conferita dalla Foundation for Environmental Education agli approdi turistici europei che soddisfano i criteri di qualità fissati dalla FEE.
Nel porto ha sede il Circolo Nautico e della Vela Argentario, storico Yacht club che organizza il più antico campionato di vela d'altura d'Italia; il Campionato Invernale dell'Argentario.

## Il paesaggio scomparso

Immagine della baia nel 1966, che mostra l'originario ambiente naturale del luogo

Fotografia anni '60 delle famiglie in vacanza sulla riva di Cala Galera

La piccola baia di Cala Galera, prima della costruzione del porto turistico, era caratterizzata da una piccola spiaggia ben poco antropizzata, coronata da vegetazione, fra cui alberi di eucalipto che crescevano fino alla riva e priva di costruzioni significative; le sue acque poco profonde e tranquille la rendevano un luogo adatto alle famiglie con figli piccoli per trascorrervi le vacanze estive. Il progressivo insabbiamento della baia, ha creato la duna costiera e la spiaggia di Cala Galera, utilizzata a scopo turistico e composta, in buona parte, da vegetazione litofila a bassa copertura di rupi e falesie che interessa la parte terminale del fosso Boccadoro, parallela e adiacente al molo sottoflutto, tra Punta Caterina e Poggio Pertuso. La zona dell'area adiacente al molo, sarà inoltre interessata da un nuovo punto di ormeggio per la nautica minore, con area di ricovero natanti a secco.
Il progressivo insabbiamento della baia, è stato determinato dalla modificazione delle correnti marine dovuto alla costruzione del porto: detto insabbiamento ha portato, nel corso di circa 54 anni, alla totale scomparsa di quel che restava dello specchio acqueo di Cala Galera, creando addirittura problemi d ingresso al porto alle imbarcazioni di maggior pescaggio. Infatti, la zona adiacente all'imboccatura del Marina deve essere costantemente dragata.